# Teodoro Delgado Pomata
Teodoro Delgado Pomata (Puerto de Mazarrón, 3 de diciembre de 1915-Altea, 16 de julio de 1985) fue un periodista español. Durante la dictadura franquista tuvo un papel relevante, llegando a dirigir varios medios de comunicación.

## Biografía
Nació el 3 de diciembre de 1915 en Puerto de Mazarrón, único hijo de padre murciano (Emilio Delgado Macián) y madre madrileña (Carmen Pomata Capellán). A los 18 días de nacer se trasladó a Tánger, donde su padre ejercía el cargo de Jefe de Correos y Telégrafos. Allí pasó toda su infancia y adolescencia estudiando en un colegio de franciscanos y cursando el bachillerato en el Liceo Francés. Ya en Madrid inició los estudios de Ingeniería Industrial que no llegó a terminar.
Se afilió a la Falange Española en 1934. Posteriormente, durante la Segunda Guerra Mundial, se alistó como voluntario en la División Azul y permaneció en Riga entre 1941 y 1943, donde despuntó su vocación periodista colaborando en la Hoja de Campaña con sus dibujos y comentarios firmados como «Teo». Durante su estancia allí fue herido en el frente y estando convaleciente conoció a la que sería su esposa, Tatjana Riss Golubow, con la que tendría cinco hijos.
A partir de su vuelta a España en 1943, estuvo desempeñando varios trabajos periodísticos. De 1948 a 1955 como director de la emisora La Voz de la Falange. En 1949 y 1950 colaboraba como crítico cinematográfico en la revista Primer Plano bajo el seudónimo Montmartrois. De 1955 a 1962 como director-fundador de la emisora de radio La Voz de Madrid, estación central de la Red de Emisoras del Movimiento (REM), y jefe de la Sección Técnica de la REM. También fue vocal de la Junta Nacional de la Vieja Guardia, y consejero del Círculo de Prensa y Bellas Artes, entre otros.
En 1958 ideó la creación del Festival Español de la Canción de Benidorm, junto con el alcalde de la ciudad, Pedro Zaragoza Orts, y el escritor y periodista Juan Carlos Villacorta. En julio de 1959 se celebró la primera edición del evento, organizada por la REM desde el Manila Park de esa ciudad y presentado por Bobby Deglané, a la que le siguieron exitosas posteriores ediciones.
Fue director-fundador de la edición alemana del semanario 7 Fechas, en Colonia, cargo que ejercería durante 18 años. En esta etapa también colaboró como corresponsal en la Alemania occidental con varios medios de prensa y radio.
En 1975 regresó a España y continuó colaborando en diversos medios de comunicación. Desde 1980 y hasta 1985 fue guionista y director del programa Fechas para el recuerdo que se emitía en Radio 3 de Radio Nacional de España.
Durante el desarrollo de su carrera periodística recibió varios premios: en 1959 el Premio Ondas al mejor director nacional de radio, en 1963 el Emblema de Oro número 66, concedido por la Junta Nacional de la Agrupación Sindical de Radio y Televisión, y en 1971 el Premio Ondas a su programa de actualidad Españoles en Europa que se emitía en La Voz de Madrid y su red de emisoras (REM).
Falleció en Altea, el 16 de julio de 1985, donde reposan sus restos mortales.

## Condecoraciones
- Medalla de la Campaña (1936-1939)
- Cruz de Guerra al Mérito en Campaña (1936-1939)
- Cruz de la Orden del Mérito Militar con distintivo rojo (1936-1939)
- Medalla del frente oriental - Campaña de invierno del este (1941-1942)
- Cruz del Mérito de Guerra de 2ª clase con espadas (1941-1943)
- Insignia de Asalto de Infantería (1941-1943)
- Medalla de herido (1941-1943)
- Medalla de la Campaña de Rusia (1944)
- Encomienda de la Orden de Cisneros (1953)
- Encomienda de la Orden Imperial del Yugo y las Flechas (1955)[17]
- Gran Cruz de la Orden del Mérito Militar con distintivo blanco (1959)
- Medalla de Honor de la Emigración

## Premios
| Premios      | Año  | Categoría                                                                          |
| ------------ | ---- | ---------------------------------------------------------------------------------- |
| Premio Ondas | 1959 | Nacionales de radio: Mejor director                                                |
| Premio Ondas | 1971 | Nacionales de radio: Mejor programa de actualidad "Españoles en Europa" de la REM. |